# Stanislav Sàvtxenko
Stanislav Sàvtxenko (en rus: Станислав Савченко; nascut el 21 de gener de 1967) és un jugador d'escacs ucraïnès, que té el títol de Gran Mestre des de 1993.
A la llista d'Elo de la FIDE de desembre de 2021, hi tenia un Elo de 2456 punts, cosa que en feia el jugador número 54 (en actiu) d'Ucraïna. El seu màxim Elo va ser de 2588 punts, a la llista d'octubre de 2007 (posició 144 al rànquing mundial).

## Resultats destacats en competició
El 1997 va empatar als llocs 1r-3r amb Guiorgui Bagatúrov i Alexander Moroz al Torneig de Danko a Yenakiieve.
El 1999 empatà als llocs 1r-5è al Campionat d'Ucraïna.
Va participar en el Campionat del món de la FIDE de 2002, però fou eliminat en primera ronda per Francisco Vallejo Pons.
El 1997 als llocs 1r-3r amb Giorgi Bagaturov i Alexander Moroz al Torneig Danko a Yenakiieve. El 2006 empatà al primer lloc amb Boris Chatalbashev al 4t torneig Georgiev-Kesarovski. El 2007 empatà al primer lloc amb Serhí Fedortxuk a l'obert de Bad Zwesten. El 2009, fou cinquè al fort Festival d'escacs d'Abu Dhabi (el campió fou Aleksei Aleksàndrov). El desembre de 2009, guanyà a Navarra el IV torneig Puente Foral

### Participació en competicions per equips
Ha participat, representant Ucraïna, en les Olimpíades d'escacs de 1996 i 1998, on hi guanyà, respectivament, una medalla d'argent i una de bronze, per equips.